# Evika Siliņa
Evika Siliņa (ur. 3 sierpnia 1975 w Rydze) – łotewska polityk i prawniczka, posłanka na Sejm, w latach 2022–2023 minister zabezpieczenia społecznego, od 2023 premier Łotwy.

## Życiorys
W 1997 ukończyła studia prawnicze na Uniwersytecie Łotwy w Rydze. W 2001 w szkole prawniczej Rīgas Juridiskā augstskola uzyskała magisterium z prawa (ze specjalizacją w zakresie prawa międzynarodowego i europejskiego). Praktykowała w zawodzie adwokata. Działała w Partii Reform Zatlersa, później dołączyła do Jedności.
W styczniu 2013 objęła stanowiska parlamentarnego sekretarza w ministerstwie spraw wewnętrznych, w styczniu 2019 powołana na tożsamą funkcję przy premierze. W wyborach w 2022 z ramienia Nowej Jedności uzyskała mandat posłanki na Sejm XIV kadencji.
W grudniu 2022 w nowo powołanym drugim rządzie Artursa Krišjānisa Kariņša objęła stanowisko ministra zabezpieczenia społecznego.
W 2023 w rządzącej koalicji doszło do sporów związanych z wyborami prezydenckimi i następnie z koncepcją rozszerzenia porozumienia. W rezultacie 14 sierpnia 2023 Arturs Krišjānis Kariņš ogłosił rezygnację z funkcji premiera. 24 sierpnia prezydent Edgars Rinkēvičs misję stworzenia nowego rządu powierzył minister Evice Siliņi z Nowej Jedności. Nową koalicję stworzyły JV, Związek Zielonych i Rolników oraz Postępowi. 15 września polityk wraz z całym jej gabinetem została przez Sejm zatwierdzona na stanowisku premiera; „za” zagłosowało 53 deputowanych. Tego samego dnia nowy rząd rozpoczął urzędowanie. W czerwcu 2024 została wybrana na przewodniczącą Nowej Jedności.

## Życie prywatne
Zamężna z adwokatem Aigarsem Siliņšem. Ma troje dzieci.

## Odznaczenia
- Order Księżnej Olgi I klasy (Ukraina, 2024)[13]